# Zvonice (České Budějovice)
Zvonice byla samostatná gotická věž stojící mezi současnou katedrálou svatého Mikuláše a budovou děkanství v Českých Budějovicích. Zanikla při požáru 1641.

## Podoba
Hranolová věž o půdorysu 6,9 × 6,9 metru stála u severovýchodního nároží presbytáře, poblíž dnešní sakristie. Nesla dlátkovou střechu. Nejvyšší zvonové patro bylo na všechny strany otevřeno akustickými, patrně lomenými okny. Umístění věže bylo doloženo archeologickým průzkumem v roce 2005, který odhalil 110 centimetrů mocné kamenné zdivo nalezené pod silnou spáleništní vrstvou pocházející z doby velkého požáru města 24. července 1641. Zvonice přesahovala střechu kostela (dnešní katedrály).

## Historie
O věži se nedochovaly písemné zprávy. Její existence, podoba a poloha byly zjištěny archeologicky (sonda S2/2005, elektroodporové měření) a perspektivním rozborem Willenbergovy veduty. Vznikla kolem roku 1500, zaniknout musela nejpozději při požáru 1641.

## Využití
Využití věže dokládá její podoba zachycená na Willenbergově vedutě v kombinaci s údaji o nákupu zvonů po roce 1500. Koresponduje to s rozvojem zvonařství na konci 15. století, které vedlo k oblibě velkých zvonů, jimž zpravidla nedostačovaly starší věže nebo krovy kostelů (v této době vznikla řada jihočeských gotických zvonic s původně dlátkovou střechou: Blansko, Boršov nad Vltavou, Horní Planá, Rožmberk nad Vltavou, Rychnov nad Malší aj.). Roku 1505 odkázala vdova Zuzana kopu grošů „na nový zvon k svatému Mikuláši“. Krátce poté musely být zvony objednány, neboť již v roce 1506 odlil první dva Bartoloměj Pražský (šlo o předchůdce Kreuzových zvonů Marta a patrně Poledník). V roce 1507 byl v Praze odlit původní Bumerin. Ten však měl být podle některých zdrojů dílem puškaře Mikuláše.
Roku 1573 byli na nově vznikající Černou věž z gotické zvonice přeneseni předchůdci zvonů Marta a Poledník, v roce 1576 i původní Bumerin.